# Поршневой двигатель внутреннего сгорания
Поршнево́й дви́гатель внутреннего сгорания — разновидность двигателя внутреннего сгорания (ДВС), в котором тепловая энергия расширяющихся газов, образовавшаяся в результате сгорания топлива в цилиндре, преобразуется в механическую работу поступательного движения поршня за счёт расширения рабочего тела (газообразных продуктов сгорания топлива) в цилиндре, в который вставлен поршень. Поступательное движение поршней преобразуется во вращение коленчатого вала кривошипно-шатунным механизмом. Все поршневые ДВС генерируемую механическую энергию для выполнения работы передают только посредством вращения..
Реже встречаемые разновидности поршневого ДВС - свободнопоршневые генераторы газа и дизель-молоты. Первые вырабатываемую энергию сразу используют для сжатия газа (магистральные и промышленные компрессоры), вторые - в энергию тяжёлого поршня, передающего с каждым ударом энергию забиваемой свае.
Поршневой ДВС является самым распространённым тепловым двигателем. Он используется для привода средств наземного, воздушного и водного транспорта, военной, сельскохозяйственной и строительной техники, электрогенераторов, компрессоров, водяных насосов, помп, моторизованного инструмента (бензорезок, газонокосилок, бензопил) и прочих машин, как мобильных, так и стационарных, и производится в мире ежегодно в количестве нескольких десятков миллионов изделий. Мощность поршневых двигателей внутреннего сгорания колеблется в пределах от нескольких ватт (двигатели авиа-, мото- и судомоделей) до 75 000 кВт (судовые двигатели).
В рамках технической термодинамики работа поршневых двигателей внутреннего сгорания в зависимости от особенностей их циклограмм описывается термодинамическими циклами Отто, Дизеля, Тринклера, Аткинсона или Миллера.

## Циклы двигателя
Поршневые ДВС, являясь машинами периодического действия (рабочие процессы в их камерах сменяют друг друга), классифицируются прежде всего по тактности (такт — это одно движения поршня (вверх или вниз), по времени он занимает полоборота коленчатого вала).
Разработаны и применяются (применялись) 2-х, 4-х и 6-тактные двигатели, то есть полный рабочий цикл в них происходит за 1, 2 и 3 оборота коленчатого вала соответственно. Поскольку рабочий ход является единственным тактом с выделением энергии, то повышение мощности двигателя при равных показателях цикла (индикаторное давление) возможно путём уменьшения тактности.
И в самом деле, по этой причине 2-тактные двигатели имеют большое распространение в устройствах, требующих минимальной массы (газонокосилки, подвесные лодочные моторы, резервные бензоэлектрогенераторы). Устройство их проще, а цена ниже, но экологические и экономические качества уступают 4-тактным, поэтому большинство транспортных двигателей 4-тактные.
Главные судовые двигатели, наоборот, обычно двухтактные. Причина в том, что добиться высокой экономичности двухтактного дизеля всё-таки возможно, но путём усложнения и удорожания системы продувки. Такой двигатель будет иметь меньшую массу, а значит, улучшит показатели судна или корабля. Реверс двухтактного двигателя технически осуществить легче, поскольку не требуется перестановка кулачковых валов (трансмиссия крупных судов не имеет реверс-редуктора, задний ход осуществляется реверсом дизеля).
Шеститактные двигатели применялись ранее в железнодорожном транспорте с целью обхода патентных платежей. Ввиду сложности и отсутствия преимуществ, дальнейшего развития они не получили.
Рабочий цикл наиболее распространённых (4-тактных) поршневых ДВС занимает два полных оборота кривошипа или четыре такта:
1. Впуска (воздуха или топливо-воздушной смеси);
2. Сжатия заряда (для роста КПД);
3. Рабочего хода (расширение продуктов сгорания);
4. Выпуска (выхлопа).

Двухтактные двигатели имеют всего два такта:
1. Сжатия заряда;
2. Рабочего хода.

Однако впуск и выпуск рабочего тела у двухтактных двигателей происходит, когда поршень находится вблизи нижней мёртвой точки и является нетривиальной задачей. Многочисленность вариантов газораспределительного механизма показывает огромную важность данной задачи. Короткое время газообмена двухтактного двигателя обычно не позволяет добиться столь же полной очистки и наполнения цилиндров, как у четырёхтактных, поэтому мощность их при равном рабочем объёме не удваивается. Сказывается и влияние потерянного хода поршня, так что мощность таких двигателей лишь в 1,5—1,7 раза выше четырёхтактных равной форсировки.

### Варианты газораспределительного механизма
- золотниковое (высокое сечение, что важно в быстротечном газообмене 2-тактного двигателя) газораспределение имело широкое применение, но экологические трудности (угар масла) делают его применение теперь затруднительным;

- поршневое (более простой вариант золотникового, только на 2-тактных; имеет те же проблемы);
- клапанное в различном исполнении (наиболее распространены схемы с двумя и четырьмя клапанами на цилиндр, с одним или двумя верхними распредвалами)) — имеют наибольшее распространение на двигателях среднего и крупного размера;
- комбинированные (клапанно-щелевые, клапанно-золотниковые и другие схемы).

В целом, среди остальных систем двигателя, газораспределительный механизм отличается наибольшим разнообразием исполнения по причинам:
- различной тактности и типа цикла двигателя (искровой, дизельный);
- назначения двигателя, обуславливающего стоимость дальнейшего снижения его массы и/или повышения удельной мощности;
- ресурсных требований;
- требований к экономичности и экологичности;
- требований к транспортным характеристикам двигателя (запас крутящего момента, согласованность с трансмиссией или винтом);
- удобства обслуживания и ремонта и другим, которым схемы ГРМ отвечают в разной степени.

### Системы ДВС
Недостатком большинства двигателей внутреннего сгорания является то, что они развивают наивысшую мощность только в узком диапазоне оборотов. Поэтому частым спутником транспортного двигателя внутреннего сгорания является трансмиссия. Лишь в некоторых случаях (например, в самолётах, вертолётах и кораблях) можно обойтись без сложной трансмиссии. Постепенно завоёвывает мир идея гибридного автомобиля, в котором мотор всегда работает в оптимальном режиме (электротрансмиссия). Двигатели с разным циклом работы имеют отличающийся набор систем, например, дизельный не имеет системы зажигания, а искровой — топливного насоса высокого давления, кроме систем с непосредственным впрыском топлива.
Обычно двигателю внутреннего сгорания необходимы: система питания (для подачи топлива и воздуха — приготовления топливо-воздушной смеси), выхлопная система (для отвода выхлопных газов), также не обойтись без системы смазки (предназначена для уменьшения сил трения в механизмах двигателя, защиты деталей двигателя от коррозии, а также совместно с системой охлаждения для поддержания оптимального теплового режима), системы охлаждения (для поддержания оптимального теплового режима двигателя), система запуска (применяются способы запуска: электростартерный, с помощью вспомогательного пускового двигателя, пневматический, с помощью мускульной силы человека), система зажигания (для воспламенения топливо-воздушной смеси, применяется у двигателей с принудительным воспламенением). Это относится не только к поршневым, но и к газотурбинным и реактивным ДВС, где масса таких систем может превысить массу основных деталей. Таким образом, может случиться, что даже значительная форсировка не позволит значительно сократить массогабариты, если они ограничены, например, системой охлаждения.

### Отношение хода поршня к диаметру цилиндра (S/D)
Одним из конструктивных параметров ДВС является отношение хода поршня к диаметру цилиндра (или наоборот). Для более быстроходных бензиновых двигателей это отношение близко к 1 или менее, на дизельных моторах ход поршня, как правило, больше диаметра цилиндра. Уменьшение S/D позволяет сократить габариты двигателя при практически равной мощности (потому что скорость поршня при соответствующем увеличении числа оборотов сохранится прежней). Чем больше ход поршня, тем больший крутящий момент развивает двигатель и тем ниже его рабочий диапазон оборотов. Таким образом, из двух двигателей равной мощности короткоходный будет легче и меньше.
Однако, для уменьшения S/D имеются конструктивные границы. При сокращении хода рост частоты вращения приведёт к увеличению потерь трения, в том числе и аэродинамических при движении кривошипов и шатунов, растут силы инерции, станет затруднительным или невозможным получить нужную форму камеры сгорания при достаточной степени сжатия, из-за увеличения соотношения поверхности к объёму камеры сгорания возрастёт теплоотдача. При значительном росте быстроходности двигателя задача газообмена становится затруднительной, а сгорание смеси может не доходить до конца. Поэтому длинноходные двигатели имеют обычно лучшую топливную экономичность, а необходимой удельной мощности в них достигают применением турбонаддува.

## Поршневой ДВС с искровым зажиганием (двигатель Отто)
Является наиболее распространённым по количеству, поскольку число автомобилей в мире на 2014 год составляло более 1,2 млрд., и большая их часть приводится в движение двигателем Отто. Классический цикл Отто четырёхтактный, хотя раньше него возникли двухтактные моторы с искровым зажиганием. Но ввиду плохих экологических и экономических (расход горючего) показателей, двухтактные двигатели применяют всё реже.
Имеет два варианта подачи топлива: инжектор и карбюратор.

### Бензиновый двигатель
Является наиболее распространённым вариантом, установлен на значительной части транспортных машин (ввиду меньшей массы, стоимости, хорошей экономичности и малошумности). Имеет два варианта системы подачи топлива: инжекторная и карбюраторная. В обоих случаях в цилиндре сжимается топливо-воздушная смесь, подверженная детонации, поэтому степень сжатия и уровень форсирования такого двигателя ограничены октановым числом топлива.

#### Карбюраторный двигатель
Особенностью является получение топливо-бензиновой смеси, распылённой потоком воздуха в специальном смесителе, карбюраторе. Ранее такие бензиновые двигатели преобладали, теперь, с развитием микропроцессоров, их область применения стремительно сокращается (применяются на маломощных ДВС с низкими требованиями к расходу топлива).

#### Инжекторный двигатель
Особенностью является получение топливной смеси в коллекторе или открытых цилиндрах двигателя путём подачи инжекторной системой подачи топлива. В настоящий момент является преобладающим вариантом ДВС Отто, поскольку позволяет резко упростить электронное управление двигателем. Нужная степень однородности смеси достигается за счет увеличения давления форсуночного распыливания топлива. Одним из вариантов является непосредственный впрыск топлива, кроме высокой равномерности позволяющий повысить степень сжатия (а значит, и экономичность) двигателя. Впервые системы впрыска появились на авиационных двигателях, поскольку позволяли дозировать смесь в любом положении двигателя.

### Газовые двигатели с искровым зажиганием
Это обычный поршневой ДВС, работающий по циклу Отто (с искровым зажиганием), использующий в качестве топлива углеводороды, находящиеся при нормальных условиях в газообразном состоянии. Эти двигатели имеют широкое применение, например, в электростанциях малой и средней мощности, использующих в качестве топлива природный газ (в области больших мощностей безраздельно господствуют газотурбинные энергоблоки). Могут работать по 2-тактному циклу, однако 4-тактный вариант распространён больше. Обусловленные конкретным видом газомоторного топлива конструктивные различия:
- сжиженные газы (либо СУГ — хранятся в баллоне под давлением насыщенных паров, до 16 атм; либо СПГ — требует криогенного оборудования). Испарённая в испарителе жидкая фаза или паровая фаза смеси ступенчато теряет давление в газовом редукторе до близкого атмосферному, и всасывается двигателем во впускной коллектор через воздушно-газовый смеситель или впрыскивается во впускной коллектор посредством электрических форсунок. Зажигание осуществляется при помощи искры, проскакивающей между электродами свечи.
- КПГ — хранится в баллонах под давлением 150—250 атм. Устройство систем питания аналогично системам питания сжиженным газом, отличие — отсутствие испарителя.
- генераторный газ — газ, полученный превращением твёрдого топлива в газообразное (в качестве твёрдого топлива используются: уголь, кокс, угольные брикеты, топливные пеллеты, дрова, древесный уголь, торф и т. п.). У транспортных двигателей, используемых для работы на генераторном газе без переделки, основной причиной снижения мощности является уменьшение величины заряда рабочей смеси, поскольку добиться удовлетворительного охлаждения газа на подвижной технике затруднительно. Но эта проблема не имеет существенного значения для стационарных двигателей, где масса и габариты охладителя мало ограничены. На двигателях, специально изменённых или специально разработанных для работы на генераторном газе, посредством повышения степени сжатия и незначительного наддува газогенератора достигаются равные с бензиновыми двигателями литровые мощности.

## Двигатель с воспламенением от сжатия
Дизельный двигатель характеризуется воспламенением топлива без использования свечи зажигания. В разогретый в цилиндре воздух от адиабатического сжатия до температуры, превышающей температуру воспламенения топлива), через форсунку впрыскивается порция топлива. В процессе впрыскивания топлива происходит его распыление, а затем вокруг отдельных капель топливной смеси возникают очаги сгорания, по мере впрыскивания топливная смесь сгорает в виде факела. Так как дизельные двигатели не подвержены детонации, в них допустимо использование более высоких степеней сжатия. Повышение её свыше 15 практически роста КПД не даёт, поскольку при этом максимальное давление ограничивают путём более длительного сгорания и уменьшением угла опережения впрыска. Однако малоразмерные быстроходные вихрекамерные дизельные двигатели могут иметь степень сжатия до 26 для надёжного воспламенения в условиях большого теплоотвода и для меньшей жёсткости работы (жёсткость обуславливается задержкой воспламенения, характеризуется в повышении давления при сгорании, измеряется в МПа/градус поворота коленчатого вала). Крупногабаритные судовые дизели с наддувом имеют степень сжатия порядка 11..14 и КПД более 50%.
Дизельные двигатели обычно менее быстроходны и при равной мощности с бензиновыми характеризуются большим крутящим моментом на валу. Также некоторые крупные дизельные двигатели приспособлены для работы на тяжёлых топливах, например, мазутах. Запуск крупных дизельных двигателей осуществляется, как правило, за счёт пневматической схемы с запасом сжатого воздуха, либо, в случае с дизель-генераторными установками, от присоединённого электрического генератора, который при запуске выполняет роль стартера.
Вопреки расхожему мнению, современные двигатели, традиционно называемые дизельными, работают не по циклу Дизеля, а по циклу Тринклера — Сабатэ со смешанным подводом теплоты. Недостатки дизельных двигателей обусловлены особенностями рабочего цикла — более высокой механической напряжённостью, требующей повышенной прочности конструкции и, как следствие, увеличения её габаритов, веса и увеличения стоимости за счёт усложнённой конструкции и использования более дорогих материалов. Также дизельные двигатели за счет гетерогенного сгорания характеризуются неизбежными выбросами сажи и повышенным содержанием оксидов азота в выхлопных газах.

### Газодизельный двигатель
Основная порция топлива приготавливается, как в одной из разновидностей газовых двигателей, но зажигается не электрической свечой, а запальной порцией дизтоплива, впрыскиваемого в цилиндр аналогично дизельному двигателю. Обычно имеется возможность работы по чисто дизельному циклу. Применение: тяжёлые грузовики. Газодизельные двигатели, как  и газовые, дают меньше вредных выбросов, к тому же природный газ дешевле. Такой двигатель зачастую получают дооснащением серийного, при этом экономия дизтоплива (степень замещения газом) составляет порядка 60%. Зарубежные фирмы также активно разрабатывают такие конструкции.

## Обозначение и параметры поршневых ДВС
В практике приходится иметь дело с цифро-буквенным обозначением двигателей. Для поршневых оно (в России) стандартизовано по ГОСТ 10150-2014 в рамках межгосударственного стандарта обозначений и терминов.
Например, обозначение 6Ч15/18 указывает на 6-цилиндровый четырёхтактный двигатель с диаметром поршней 15 см и ходом 18 см, 12ДКРН20/30 — на 12-цилиндровый двухтактный крейцкопфный реверсивный с наддувом, диаметр поршней 20 см и ходом 30 см (примеры условны).
Стандартами определяются также технические условия (температура воздуха, атмосферное давление и влажность, вид топлива, потребление мощности внешними агрегатами) для испытаний ДВС, например, на мощность. Поскольку условия такие в разных странах отличаются, то и заявленная производителем мощность может отличаться по локальным стандартам в ту или иную сторону (ввиду разброса размеров деталей, например, системы газораспределения, мощность двигателей всегда имеет естественный заводской разброс; у двухтактных ДВС, ввиду большего влияния этой системы на мощность, такой разброс выше).
Существует, например, понятие "мощность брутто" и "мощность нетто" (SAE). Первая указывает на мощность, снимаемую с вала, без привода помпы, генератора и вентилятора и снятым воздухоочистителем, вторая — со всеми этими агрегатами. До 1971 года автопроизводители (в рекламных целях) указывали в характеристиках двигателя мощность брутто, которая больше примерно на 20%. Это относилось и к таким советским двигателям как ГАЗ-24, Москвич-412. Однако и позднее были "рецидивы" внесения в характеристики мощности брутто (ЗМЗ-406 с заявленной мощностью 150 л.с.).

## Основные параметры двигателя
С работой поршневого двигателя внутреннего сгорания связаны следующие параметры.
- Верхняя мёртвая точка (в. м. т.) — крайнее верхнее положение поршня.
- Нижняя мёртвая точка (н. м. т.) — крайнее нижнее положение поршня.
- Радиус кривошипа — расстояние от оси коренной шейки коленчатого вала до оси его шатунной шейки
- Ход поршня — расстояние между крайними положениями поршня, равное удвоенному радиусу кривошипа коленчатого вала. Каждому ходу поршня соответствует поворот коленчатого вала на угол 180° (пол-оборота).
- Такт — часть рабочего цикла, происходящего при движении поршня из одного крайнего положения в другое.
- Объём камеры сгорания — объём пространства над поршнем, когда он находится в верхней мертвой точке.
- Рабочий объём цилиндра — объём, освобождаемый поршнем при перемещении его от верхней мертвой точки к нижней мертвой точке.
- Полный объём цилиндра — объём пространства над поршнем при нахождении его в нижней мёртвой точке. Полный объём цилиндра равен сумме рабочего объёма цилиндра и объёма камеры сгорания.
- Рабочий объём двигателя для многоцилиндровых двигателей — это произведение рабочего объёма на число цилиндров.
- Степень сжатия — отношение полного объёма цилиндра к объёму камеры сгорания.

## Характеристики ДВС
Потребительские качества поршневого двигателя характеризуются следующими показателями:
1. Массовые показатели, в кг на литр рабочего объёма (обычно от 30 до 80) - удельная масса, и в кВт/кг - удельная мощность. Они важнее для транспортных, особенно для авиационных, двигателей.
2. Удельный расход топлива, г/л.с.*час (г/кВт*ч), или для конкретных видов топлив с разной плотностью и агрегатным состоянием, л/кВт*ч, м3/кВт*ч.
3. Ресурс в часах (моточасах). Некоторые применения ДВС не требуют большого ресурса (пусковые ДВС, двигатели ПТУР, торпед и дронов), и потому в их конструкции могут отсутствовать, например, фильтры для масла и воздуха. Ресурс таких специфических ДВС, как огнестрельное оружие, исчисляют в количестве выстрелов до смены ствола. Наиболее долговечные двигатели должны иметь ресурс в десятки и сотни тысяч часов (судовые и мощные стационарные), соответствующий ресурсу судна или силовой установки.
4. Экологические характеристики (как самостоятельные, так и в составе транспортного средства), определяющие возможность его эксплуатации.
5. Транспортные характеристики, определяющие кривую крутящего момента в зависимости от числа оборотов. При работе двигателя по винтовой характеристике, обычно без трансмиссии, специальная корректировка транспортной характеристики не требуется, но в автомобилях и тракторах хорошая транспортная характеристика (высокий запас крутящего момента, тихоходная настройка) позволяют уменьшить число передач в трансмиссии и облегчить управление.
6. Шумность двигателя, зачастую определяемая его применением в люксовых моделях автомобилей или подводных лодках. Для снижения шумности часто снижают жёсткость подвески двигателя, усложняют схемы выпуска газов (например, выпуск газов через винт в подвесных моторах), а также капотируют.

### Скоростные характеристики
ДВС, отдающие мощность на выходной вал, обычно характеризуются кривыми крутящего момента и мощности в зависимости от частоты вращения вала (от минимально устойчивых оборотов холостого хода до максимально возможных, при которых ДВС может длительно работать без поломок). Дополнительно к двум этим кривым может быть представлена кривая удельного расхода топлива. По результатам анализа таких кривых определяется коэффициент запаса крутящего момента (он же коэффициент приспособляемости), и другие показатели, влияющие на конструкцию трансмиссии.
Для потребителей производители предоставляют внешние скоростные характеристики с нетто-мощностью ISO-1585, согласно региональному стандарту измерения мощности ДВС, который зависит от температуры, давления, влажности воздуха, применяемого топлива и наличия отбора мощности на установленные агрегаты. Двигатели производителей США обычно испытывают по другому стандарту (SAE). Внешней эту характеристику называют потому, что линии мощности и крутящего момента проходят выше частичных скоростных характеристик, и нельзя получить мощность выше этой кривой манипуляциями с органами подачи топлива.
В публикациях 1980-х годов и более ранних приводятся скоростные характеристики, базирующиеся на измерении мощности брутто (кривая крутящего момента, соответственно, также располагается на графике выше).
Кроме полных, в расчётах транспортных трансмиссий активно используются частичные скоростные характеристики — эффективные показатели двигателя при промежуточных положениях регулятора подачи топлива (или дроссельной заслонки в случае бензиновых двигателей). Для транспортных средств с гребными винтами на таких характеристиках приводят винтовые характеристики при различных положениях шага винта с регулируемым шагом.
Существуют и другие характеристики, не публикуемые для потребителей, например, с кривыми индикаторной мощности, индикаторного расхода топлива и индикаторного крутящего момента и используемые при расчёте ДВС, а также абсолютная скоростная характеристика, показывающая максимально возможную мощность данного двигателя, которую можно получить при подаче большего количества топлива, чем на номинальном режиме. Для дизельных двигателей строится также линия дымления, работа за которой не допускается.
Работа на абсолютной характеристике практически (кроме пуска ДВС) не производится, поскольку при этом снижается экономичность и экологичность двигателя, сокращается ресурс (особенно для дизельных двигателей, у которых работа за пределом дымления сокращает ресурс двигателя до считанных часов).
Характерное отличие скоростных характеристик дизельного и искрового двигателя (частичные скоростные характеристики второго резко снижаются в области больших оборотов) вызвано принципиальным различием способа регулирования мощности: в газовых и бензиновых двигателях подача воздуха или горючей смеси ограничивается дроссельной заслонкой (количественное регулирование), и при увеличении дросселирования наполнение цилиндра резко уменьшается с ростом скорости вращения, в дизельных же двигателях количество воздуха остаётся прежним, и крутящий момент снижается примерно пропорционально цикловой подаче топлива.
Это влечёт за собой два важных следствия: первое, бензиновые двигатели имеют более высокий коэффициент приспособляемости, и потому автомобиль, оснащённый таким двигателем, может иметь меньшее число передач в коробке скоростей; второе, дизельные двигатели значительно меньше снижают свой КПД при работе на частичных скоростных характеристиках. В связи с этим, поздние модели двигателей с внутрицилиндровым впрыском (FSI) на частичных нагрузках дросселируют меньше, при этом в цилиндрах происходит так называемое послойное смесеобразование (очаг сгорания вокруг факела топлива в центре окружён воздухом). Одновременно с ростом КПД такой процесс сгорания снижает выбросы. Таким образом, эти двигатели будут иметь характеристики, промежуточные между упомянутыми.
С другой стороны, в последние десятилетия стали активно применять дросселирование дизельных двигателей, вводимое с целью улучшения транспортной характеристики. Наибольший эффект дросселирование даёт на дизелях, снабжённых турбонаддувом.

### Ресурс ДВС
В значительной степени определяется конструкцией и степенью форсировки. С конструктивной точки зрения, важнейшими для ресурса являются износостойкость цилиндро-поршневой группы и кривошипно-шатунного механизма, на которые кроме твёрдости, типа смазки, и антифрикционных материалов, большое влияние оказывает качество фильтрации поступающего воздуха и циркулирующего в двигателе масла. 
В последнее время, в связи с ростом экологических требований, предельно допустимый ресурс двигателя ограничен не только его снижением мощности и расхода топлива, но и ростом вредных выбросов. Во всех случаях происходит постепенный износ подшипников и уплотнений валов, а в связи с зависимостью основного механизма двигателя от вспомогательных агрегатов ресурс ограничен отказом первого из них. 
Обычно двигатели имеют интервалы обслуживания, связанные с промывкой или сменой фильтров, также масла, свечей зажигания, зубчатых ремней или цепей. Смотря по конструкции, двигатели нуждаются в различных типах проверочных и регулировочных работ, гарантирующих следующий период безотказной работы мотора. Однако даже при соблюдении всех правил обслуживания, двигатель постепенно изнашивается. Кроме заданного заводом ресурса (обусловленного твёрдостью и притиркой изнашиваемых деталей и тепловым режимом), при прочих равных условиях двигатель значительно дольше служит на частичных мощностных режимах.

## Топливная экономичность искровых ДВС
Сжатие топливо-воздушной смеси в искровых ДВС повышает их эффективность (КПД), но рост степени сжатия также увеличивает вызываемое сжатием нагревание рабочей смеси согласно закону Шарля. Если топливо легковоспламеняемое, вспышка происходит до достижения поршнем ВМТ. Это приводит к такому увеличению давления в процессе сжатия, что повредит двигателю. Поэтому в двигателе с искровым зажиганием (отто-мотор) самовоспламенение топлива недопустимо. Самовоспламенение, требующее значительного времени для предпламенных реакций, иногда возникает при достаточно малом числе оборотов, проявляется обычно как то, что двигатель не глохнет при выключении зажигания, а продолжает неравномерное вращение, иногда в обратную сторону (калильное зажигание от свечей и частиц нагара). Это может приводить к повреждению двигателя, поэтому для его исключения принимаются конструктивные меры.
Область топливного заряда в искровых ДВС отделена от продуктов реакции фронтом пламени, движущимся со порядка 50 м/с (скорость пламени зависит от турбулизации смеси, её состава и типа топлива, энергии пробоя искрового промежутка, неравномерности состава при послойном образовании и других факторов). В условиях нормального горения фронт пламени, в котором и происходит горение, проходит с этой скоростью от свечи до стенок цилиндра. Однако при работе часто наблюдается быстрое самовоспламенение последних порций топливной смеси, происходящее в объёме. Явление это получило название детонации. Причиной детонации является значительное увеличение давления и температуры в оставшейся части заряда (поджатие продуктами горения) , а также диффузия активных веществ из фронта пламени вместе с достаточным временем (десятки миллисекунд), позволяющим пройти предпламенным реакциям. При отсутствии подачи искры детонация при сжатии и расширении не наблюдается (детонация не самовоспламенение).
Когда же детонация наконец возникает, то скорость сгорания достигает величин 2 км/с и более, тем самым в цилиндре образуются многократные отражённые ударные волны, снаружи воспринимаемые как звонкий стук. Ударные волны, принимая в себя часть энергии топлива, не только снижают мощность, но и наносят повреждения деталям двигателя таким как поршень, кольца и головка цилиндров. В конечном счёте, энергия детонационных волн переходит в тепловую, поэтому при детонации двигатель может перегреваться. Длительная работа с сильной детонацией вызывает выкрашивание материала, поломку поршневых колец, прогар поршня, и потому недопустима; причём поверхность, повреждённая детонацией, лишь усиливает это явление.
В результате этого для каждого двигателя, с учётом его быстроходности, выбранной степени сжатия, угла опережения зажигания, величины подогрева заряда, способа смесеобразования и турбулизации заряда, существует предел работы без детонации на данном виде топлива. Применение топлива с меньшей стойкостью может приводить к описанным выше явлениям в двигателе, что вызывает его отказ. Стойкость топлива к детонационному сгоранию определяют обычно по сравнению с эталонной смесью изооктана и н-гептана. Если бензин имеет октановое число 80, его стойкость соответствует смеси 80% изооктана и 20% н-гептана. Для топлив, имеющих стойкость выше изооктана, число определяют сравнением смешением других смесей. В общем случае, величина измеренного ОЧ зависит от методики. Стойкость топлива к самовоспламенению и детонационная стойкость не равнозначны (нет линейной корреляции). Поэтому организация рабочего процесса в двигателе должна учитывать обе опасности.
В двигателях с воспламенением от сжатия, самовоспламенение топлива носит позитивный характер и оценивается цетановым числом топлива. Большее число показывает более быстрое воспламенение; обычно применяют топлива с ЦЧ более 40. Жёсткость сгорания в дизелях ограничена постепенным сгоранием топлива по мере его подачи, поэтому классической детонации при исправной топливной аппаратуре в таком двигателе не наблюдается.

## Термодинамика классического поршневого ДВС
Тепловой расчёт ДВС был впервые разработан русским профессором Гриневецким, директором Императорского Московского технического училища. Его жизнь в 1919-м оборвала Гражданская война. В нашей стране его продолжателем явились такие русские инженеры как Брилинг, Мазинг и Сикорский (последний эмигрировал).
Первым и главнейшим в расчёте каждого поршневого ДВС является его рабочий объём.
{\displaystyle V_{h}=i*\pi *(D^{2}/4)*S},    где i и D - диаметр и число цилиндров, а S - ход поршня.
Одним из главных показателей цикла ДВС служит индикаторный КПД, зависящий от степени сжатия и показателя политропы рабочего тела.
Вторым важным уравнением является связь индикаторной мощности с рабочим объёмом двигателя, числом оборотов и степенью форсировки (приведённым индикаторным давлением).
Индикаторный КПД двигателя вычисляется на основании данных индикаторной мощности, расхода топлива, и его теплотворной способности.
Эффективная мощность и эффективное индикаторное давление отличаются от индикаторных на величину механических потерь, выраженных через механический КПД.
Механические потери включают в себя как трение цилиндро-поршневой группы и механизма газораспределения, так и потери в навесных агрегатах (помпа, маслонасос, генератор) и потери в процессе газообмена (отрицательная петля работы в индикаторной диаграмме 4-тактного ДВС).
Термодинамические показатели в целом не связаны с устройством конкретного двигателя, но соответствующие коэффициенты в формулах, обусловленные механическими потерями, максимальной степенью сжатия и плотностью воздуха на впуске, определены конструкцией. Термодинамические показатели влияют не только на КПД и мощность, но и экологические показатели двигателя.

## Влияние поршневых ДВС на экологию и экологических требований на их конструкцию
Сотни миллионов регулярно используемых транспортных (в основном, поршневых) ДВС, потребляя ежедневно огромное количество нефтепродуктов, дают в сумме большие вредные выбросы. Их разделяют на углеводороды (CH), окись углерода (CO), и окислы азота (NOx). Также ранее использовали этилированный бензин, продукты сгорания которого содержали практически не выводимый из организма человека свинец. Наиболее это сказывается в крупных городах, расположенных в низинах и окруженных возвышенностями: при безветрии в них образуется смог.
В первые десятилетия развития автотранспорта этому не уделялось достаточное внимание, поскольку автомобилей было меньше. В дальнейшем производителей обязали соблюдать определённые нормы выбросов, причём они становятся строже. Для уменьшения выбросов в принципе возможны три пути:
1. Выбор экологически чистого топлива (водород, природный газ) или улучшение традиционного жидкого (бензин и дизтопливо "Евро-5").
2. Изменение параметров цикла двигателя или разработка новых (снижение степени сжатия, расслоение заряда, внутрицилиндровый впрыск, системы компьютерного управления с использованием датчиков кислорода, система Common rail на дизелях, и др.).
3. Снижение содержания вредных выбросов с использованием термических (ранее) и каталитических (настоящее время) катализаторов.

Существующие нормы токсичности в развитых странах требуют обычно применения нескольких способов сразу. При этом обычно ухудшается экономичность как автомобилей, так и всего транспортного (включая нефтеперегонные заводы) комплекса, поскольку оптимумы циклов по экономичности и экологичности у двигателей обычно не совпадают, а изготовление высокоэкологичного топлива требует больше энергии.
Для снижения выбросов во многих случаях приходится уменьшать степень сжатия, максимальную частоту вращения (необходимая мощность в таких случаях достигается меньше влияющим на выбросы турбонаддувом); конструкторам пришлось отказаться от перспективнейшего по экономичности применению бензиновых ДВС, работающих на обеднённой смеси. Тем не менее, несмотря на выполнение норм по вредным выбросам, в настоящее время встал вопрос о дальнейшем применении двигателей на ископаемых топливах в связи с проблемой глобального потепления. С учётом также и ограниченных запасов нефти в ближайшие десятилетия следует ожидать расширения доли двигателей на возобновляемых топливах, а также электродвигателей на перспективных электромобилях. Тем самым, область применения поршневых ДВС начнёт сужаться.

### стандарты и спецификации
- ГОСТ 10150-2014. «Двигатели внутреннего сгорания поршневые. Общие технические условия». — Москва: ФГУП «Стандартинформ», 2015. — 37 с.
- ГОСТ 23550-79. «Двигатели внутреннего сгорания поршневые. Обозначение и нумерация цилиндров». — Москва: ИПК Издательство стандартов, 2003. — 4 с.
- ГОСТ 22836-77. «Двигатели внутреннего сгорания поршневые. Направление вращения». — Москва: ИПК Издательство стандартов, 2000. — 2 с.